# Herbert Kitchener, 1. Earl Kitchener

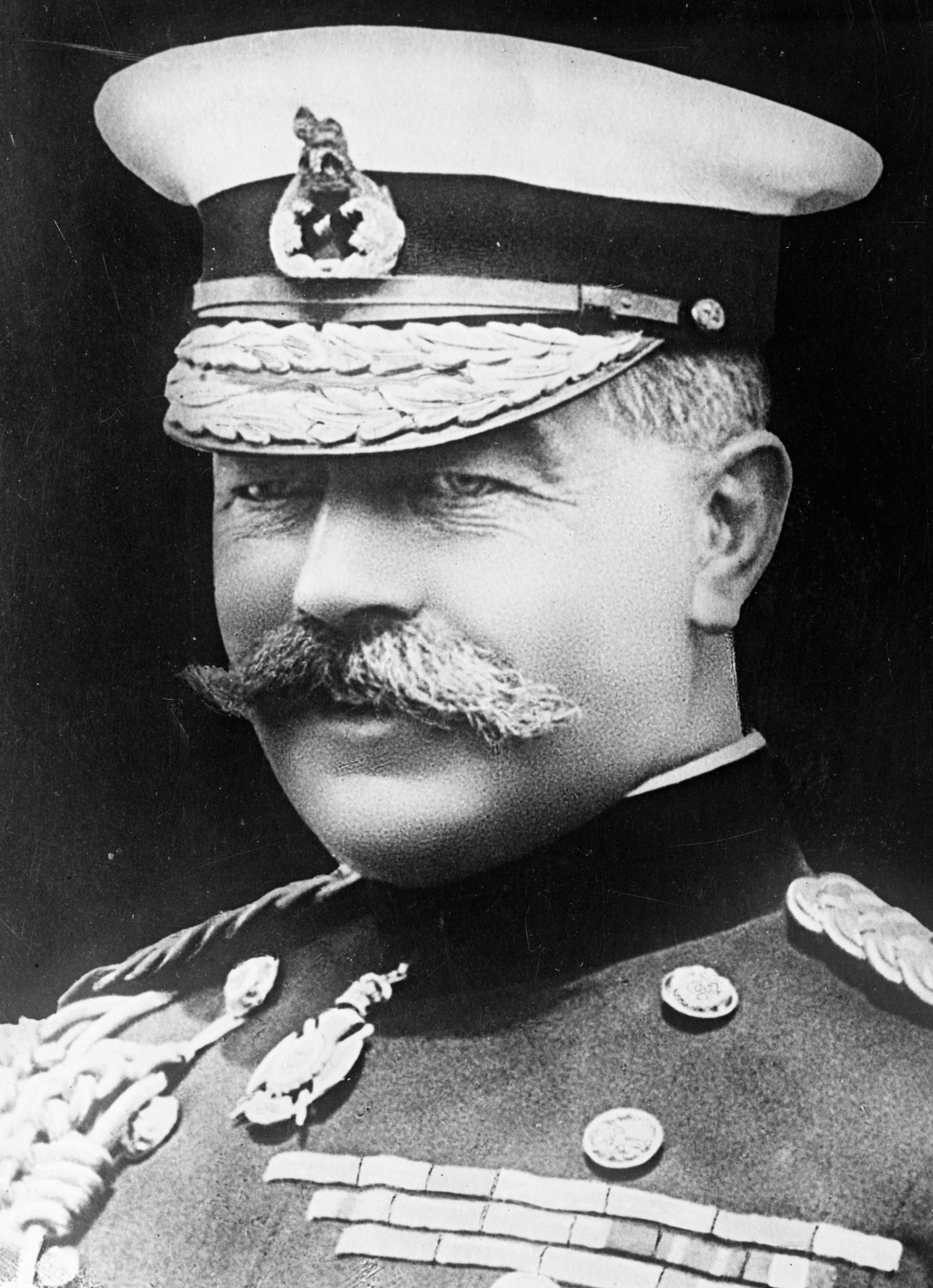
Herbert Kitchener, 1914

Kitchener mit dem Medjidie-Orden als Halsorden

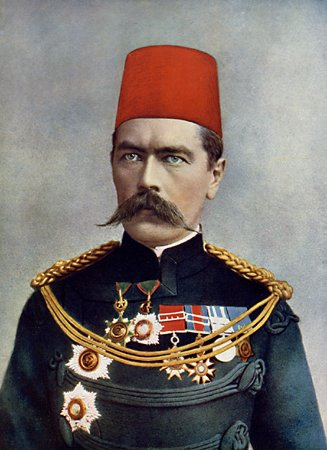
Kitchener in der Uniform des Sirdar der ägyptischen Armee, 1900

Kitchener mit seinem Stab in Indien

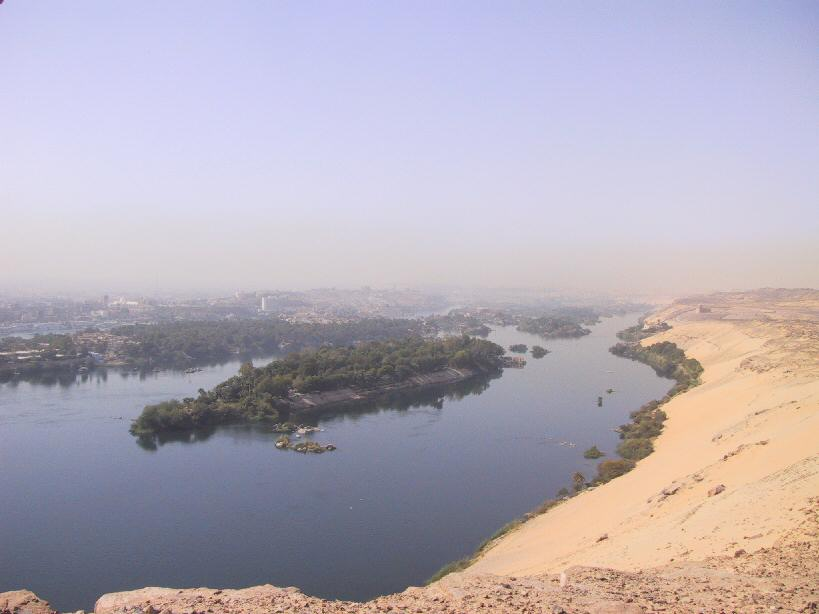
Die Kitchener-Insel im Nil bei Assuan

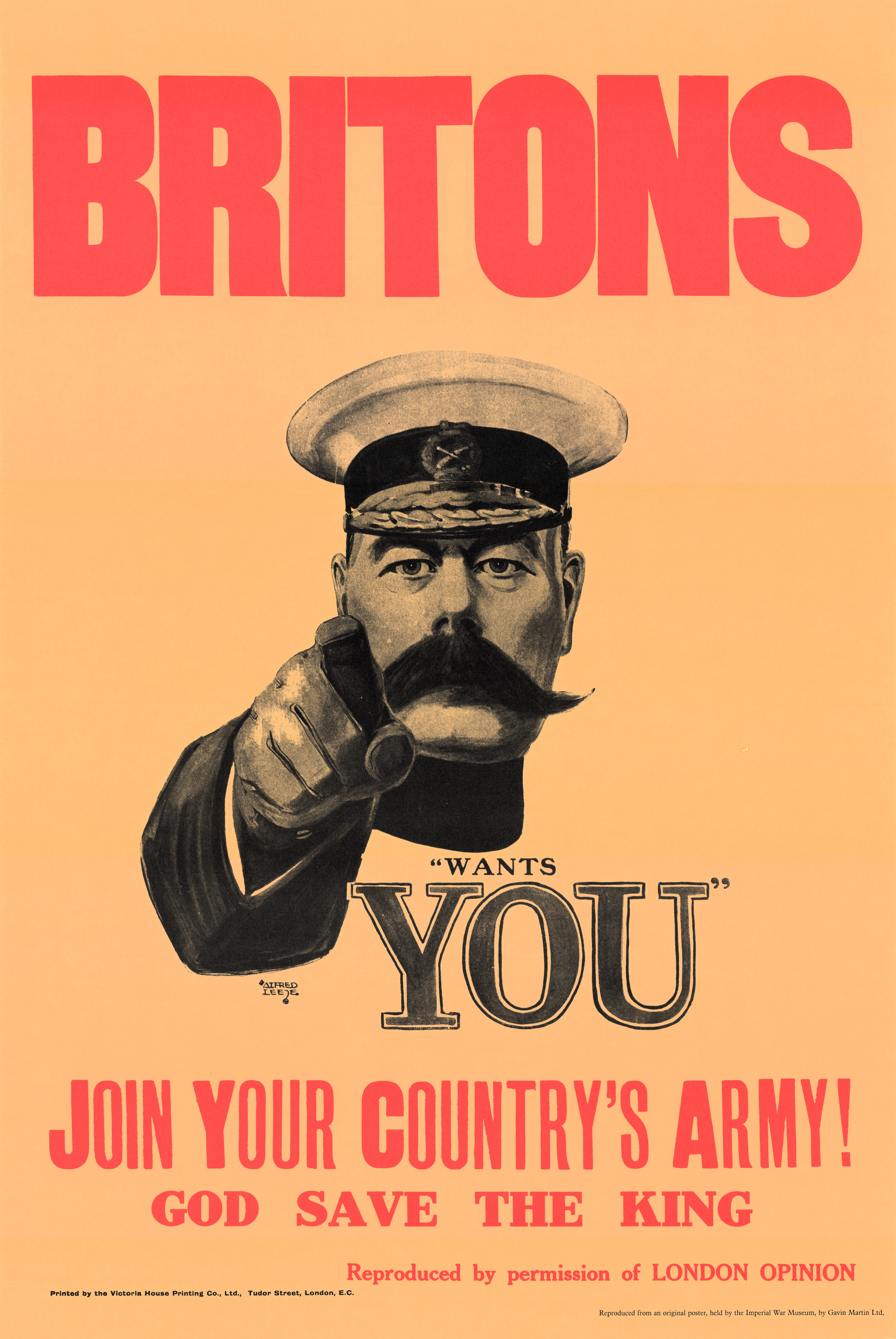
„Lord Kitchener Wants You“: Plakat von Alfred Leete (1882–1933), 1914

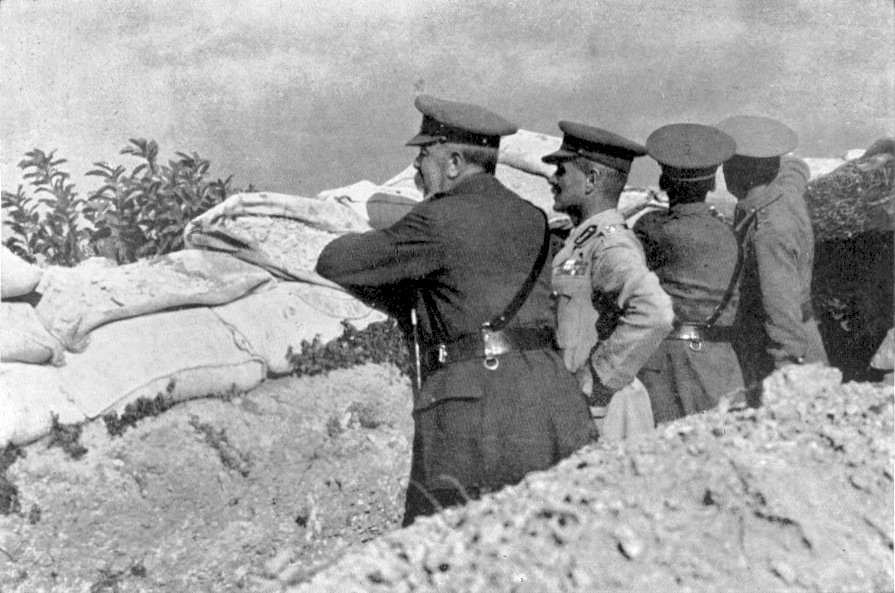
Kitchener in der Schlacht von Gallipoli, 1915

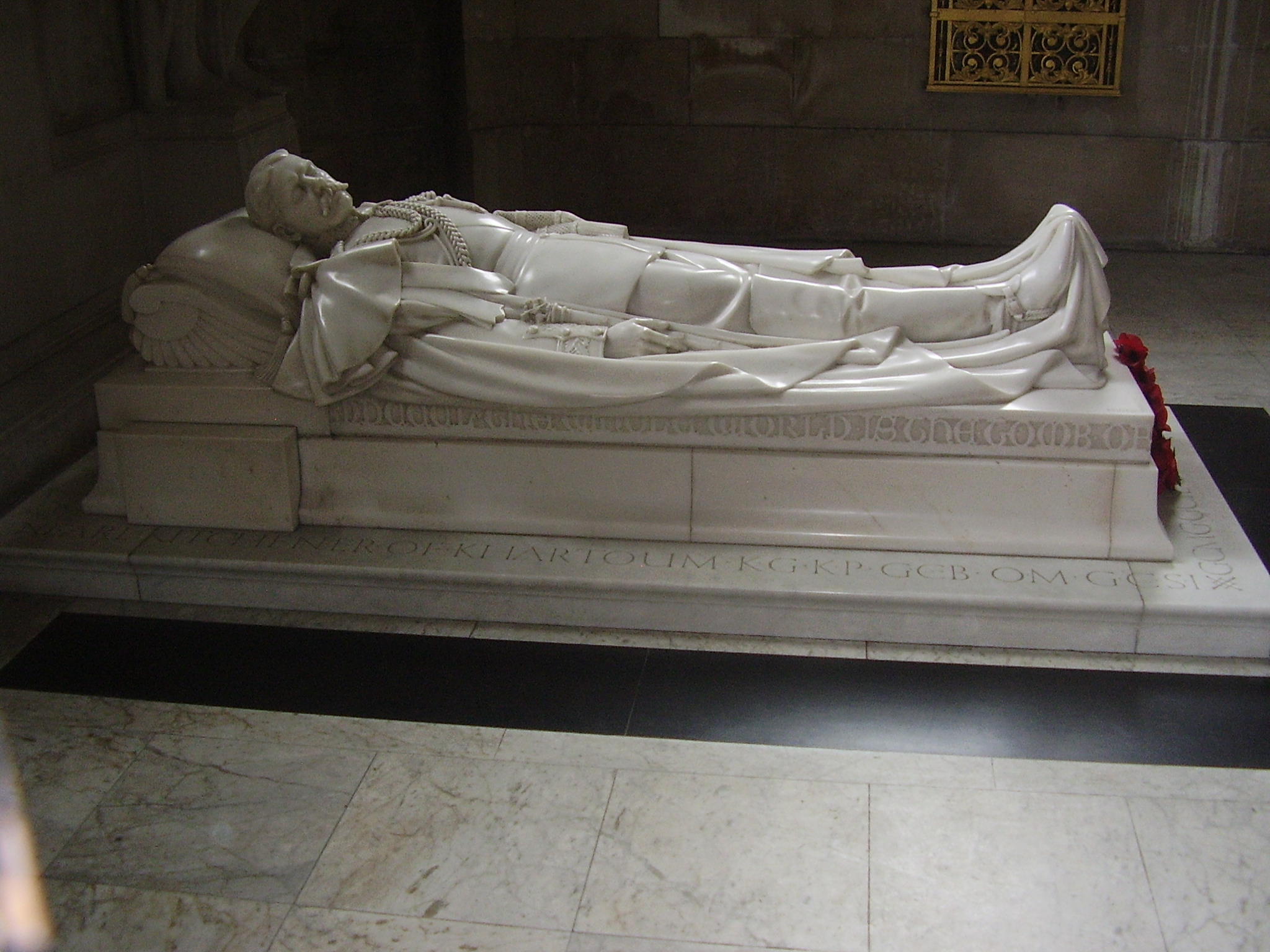
Denkmal für Kitchener in der St Paul’s Cathedral

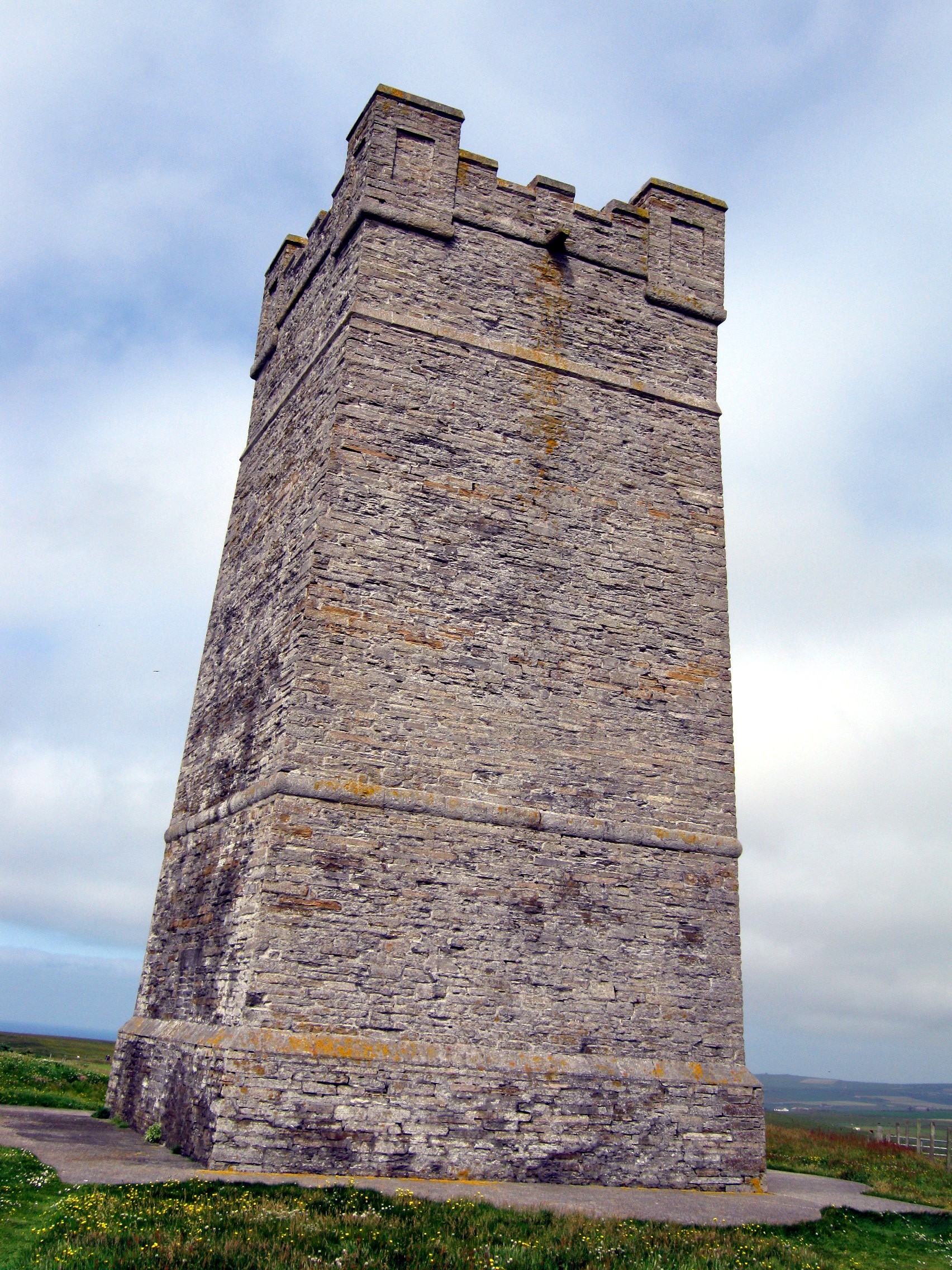
Kitchener-Turm auf der Orkney-Insel Mainland

Horatio Herbert Kitchener, 1. Earl Kitchener KG, KP, GCB, OM, GCSI, GCMG, GCIE, ADC, PC (* 24. Juni 1850 bei Listowel, im County Kerry in Irland; † 5. Juni 1916 im Nordatlantik westlich der Orkney-Inseln) war britischer Feldmarschall und Politiker. Er befehligte die britischen Truppen bei der Niederschlagung des Mahdi-Aufstandes in Sudan und im Burenkrieg. Er reorganisierte, als deren Oberbefehlshaber, die British Indian Army und war Hochkommissar für Ägypten. Zu Beginn des Ersten Weltkrieges wurde er Kriegsminister und stellte mit dem berühmten Slogan Lord Kitchener Wants You die so genannte Kitcheners Armee auf.

## Leben

### Kindheit und Erste Einsätze im Orient
Horatio Herbert Kitchener wurde 1850 als zweiter Sohn des pensionierten Lieutenant-Colonels Henry Horatio Kitchener aus dessen erster Ehe mit Frances Anne Chevallier in Crotter House / Gunsborough Villa bei Listowel in Irland geboren. Sein Vater hatte dort nach seinem Abschied aus der britischen Armee das Anwesen erworben. Nach seiner Geburt zog die Familie nach Ballylongford. Von 1863 bis 1868 besuchte er eine französische Schule in Château Grand Clos bei Villeneuve in der Schweiz und trat danach in die britische Armee ein.
Er wurde an der Royal Military Academy Woolwich ausgebildet, nahm als Freiwilliger auf französischer Seite am Deutsch-Französischen Krieg teil und erhielt 1871 sein Patent als Lieutenant des Corps of Royal Engineers. Als junger Offizier führte er 1874–1878 im Auftrag des Palestine Exploration Fund die Vermessung Palästinas durch. Anfangs wurde die Expedition geleitet von Claude Reignier Conder, später von Kitchener. In dieser Zeit lernte er die arabische Sprache und die Denkweise der Menschen im Nahen Osten kennen. Die von Kitchener gesammelten Daten zur Topografie sowie zur lokalen Flora und Fauna wurden in den Werken The Survey of Western Palestine sowie The Survey of Eastern Palestine veröffentlicht. 1878 wurde Kitchener mit der Vermessung des neu gewonnenen britischen Protektorat Zypern beauftragt. Der damalige Hochkommissar von Zypern Garnet Joseph Wolseley hatte aber andere Vorstellungen vom Umfang der Vermessung, so dass diese erst von 1880–1882, nach Wolseleys Ernennung zum Oberbefehlshaber im Zulukrieg, durchgeführt werden konnte. Das schwierige Verhältnis zwischen Wolseley und Kitchener, die zum Ende des Jahrhunderts führende Positionen in der Armee besetzen sollten, wurde in dieser Zeit begründet. Das Ergebnis der Arbeit Kitcheners auf Zypern wurde 1885 unter dem Titel A Trigonometrical Survey of the Island of Cyprus in London veröffentlicht und galt als außergewöhnliches kartografisches Meisterwerk.

### Ägypten – Der Urabi-Aufstand und Dienst in der neuen ägyptischen Armee
Kitchener begab sich im Juni 1882 auf eigene Faust nach Ägypten, um an der Expedition zur Niederschlagung des Urabi-Aufstandes teilzunehmen. Aufgrund seiner guten Kenntnisse der Sprache wurde er in einer Spionagemission zur Vorbereitung des Feldzugs eingesetzt. Im Zuge der Besetzung Ägyptens durch Wolseley wurde die ägyptische Armee in der Schlacht von Tel-el-Kebir zerschlagen. Sie wurde anschließend unter dem Kommando eines britischen Oberbefehlshabers, des „Sirdar“, und britischer Offiziere neu aufgebaut. Kitchener, der im Januar 1883 zum Captain befördert worden war, trat im Februar 1883 in diese Armee ein, um an deren Aufbau mitzuarbeiten.
Kitchener nahm 1884–85 an Wolseleys Gordon Relief Expedition zur Rettung von Gordon Pascha und zum Entsatz von Khartum vor dem Mahdi-Aufstand in Sudan teil. Dabei führte er den Nachrichtendienst der Bayuda Desert Column. Die Expedition erreichte die Stadt am 28. Januar 1885, zwei Tage nachdem diese gefallen und Gordon getötet worden war. Kitchener wurde im Oktober 1884 zum Brevet-Major und im Juni 1885 zum Brevet-Lieutenant-Colonel befördert.
1885/86 war Kitchener Vertreter der britischen Regierung in einer gemeinsamen britisch-französisch-deutschen Kommission in Sansibar zur Klärung der Zugehörigkeit der Küstengebiete.
Er trat im August 1886 wieder in die ägyptische Armee ein und wurde Generalgouverneur des östlichen Sudan und Kommandant von Suakin. Suakin und Wadi Halfa in der Nähe der ägyptischen Grenze waren die einzigen von anglo-ägyptischen Truppen gegen die Mahdisten im Sudan gehaltenen Orte. Suakin war für die Briten ein wichtiger Stützpunkt zur Sicherung des Seeweges nach Indien. Ende 1887 versuchte der General der Mahdisten Osman Digna, die Briten aus Suakin zu vertreiben, und belagerte die Stadt. Kitchener konnte die Belagerung beenden, ging im Januar 1888 zum Gegenangriff über und konnte Osman Digna aus der Region Suakin vertreiben. Kitchener ging daraufhin für ein paar Wochen nach Kairo und kehrte im März zurück nach Suakin. Am 11. April 1888 wurde er zum Brevet-Colonel befördert. Er ging nach England und wurde Adjutant der Königin. Danach wurde Kitchener Generaladjutant der ägyptischen Armee in Kairo und arbeitete wieder an deren Reorganisation. Im Juli 1889 wurde er in den substanziellen Rang eines Major befördert und im August 1889 führte er die berittenen Einheiten gegen die Mahdisten in der Schlacht von Toski.

### Sirdar – Die Niederschlagung des Mahdi-Aufstandes
Am 9. April 1892 wurde Kitchener Sirdar der ägyptischen Armee. Ab seiner Ernennung arbeitete er an der Vorbereitung der Rückeroberung des Sudans, auf den die Briten ein Anrecht zu haben glaubten. Im Januar 1894 unternahm der neue Khedive Abbas II. eine Inspektionstour zur Grenze des Sudans. In Wadi Halfa machte er öffentliche Äußerungen, in denen er die von britischen Offizieren kommandierten Einheiten der ägyptischen Armee herabsetzte. Kitchener drohte sofort mit Rücktritt und bestand darauf, dass ein von Abbas II. ernannter nationalistischer Kriegsminister entlassen werde und dass sich Abbas II. für seine Kritik an der Armee und ihren Offizieren entschuldigte. Am 12. März 1896 erhielt Kitchener den Befehl, den Nil entlang zu marschieren und die Mahdisten anzugreifen. Daraufhin wurde die Anglo-Egyptian Nile Expeditionary Force unter seinem Kommando zur Besetzung des nördlichen Sudan in Marsch gesetzt. Am 22. März 1896 reiste er mit Reginald Wingate und Slatin Pascha an die Front nach Wadi Halfa. Im folgenden sogenannten Dongola-Feldzug kam es am 7. Juni 1896 zur Schlacht von Firket, und am 23. September fiel Dongola selbst. Kitchener wurde daraufhin am 25. September 1896 zum Major-General befördert. Nachdem das Problem der langen Nachschubwege durch den Bau einer Eisenbahnlinie im großen Nilbogen von Wadi Halfa nach Abu Hamad gelöst worden war, konnte die anglo-ägyptische Armee weiter vorrücken. Von 1897 bis 1898 marschierte sie im Nil-Feldzug weiter nach Süden. Im November 1897 begab sich Kitchener nach Kassala, um die Rückgabe der italienisch besetzten Stadt an Ägypten zu veranlassen. Kalif Abdallahi ibn Muhammad, der Nachfolger des Mahdi, ließ im Februar 1898 Truppen unter Emir Mahmud Ahmad und Osman Digna gegen die Angreifer vorrücken. Am 8. April 1898 konnten Kitcheners Truppen diesen Vorstoß in der Schlacht am Atbara vereiteln, und am 1. September 1898 standen sich die Hauptarmeen elf Kilometer nördlich der Mahdisten-Hauptstadt Omdurman gegenüber.
Am 2. September besiegte Kitchener die Mahdisten in der Schlacht von Omdurman. Die Schlacht bedeutete das Ende der Vorherrschaft der Mahdisten im Sudan. Für diesen Sieg wurde er am 1. November 1898 als Baron Kitchener of Khartoum, and of Aspall in the County of Suffolk zum erblichen Peer erhoben und erhielt dadurch einen Sitz im House of Lords. Nach der Schlacht wurden Omdurman und das vom Mahdi zerstörte Khartum besetzt, welches Kitchener dann wiederaufbauen ließ. Kitchener fungierte vom 2. September 1898 bis zum 19. Januar 1899 als Militärgouverneur des Landes. Die Mahdisten flohen nach Süden, wo sie am 24. November 1899 in der Schlacht von Umm Diwaykarat in der Provinz Kordofan endgültig geschlagen wurden. Das zurückeroberte Land wurde nicht an Ägypten zurückgegeben, sondern am 19. Januar 1899 als anglo-ägyptisches Kondominium mit Kitchener als erstem Generalgouverneur konstituiert.
Am 18. September 1898 erreichte Kitchener mit einem Kanonenboot Faschoda. Dort war im Juli eine französische Expedition unter Major Jean-Baptiste Marchand angekommen, was zwischen Großbritannien und Frankreich die Faschoda-Krise auslöste. Die Vermittlung Kitcheners legte die Krise bei; dies ermöglichte 1904 die Bildung der Entente cordiale. Diese entwickelte sich nach dem Beitritt Russlands zu einer der beiden Kriegsparteien des Ersten Weltkriegs.
Zum Dank für seinen Sieg im Feldzug gegen die Mahdisten erhielt Kitchener eine kleine Nilinsel neben Elephantine, die nach ihm Kitchener-Insel benannt wurde. Er ließ die Insel in einen tropischen Garten voller exotischer Pflanzen verwandeln. Der Name aus der Kolonialzeit wird heute nicht mehr gern gebraucht; die Insel heißt heute Geziret el-Nabatat (Pflanzeninsel).

### Burenkrieg
Nach einem Jahr als Gouverneur Sudans wurde Kitchener im Dezember 1899 Generalstabschef von Lord Roberts, dem Oberbefehlshaber der Briten im Burenkrieg. Kitchener kommandierte bis zur Ankunft von Roberts die erste Phase der Schlacht von Paardeberg (18.–27. Februar 1900).
Der bis dahin für die Buren erfolgreiche Krieg wendete sich im Laufe des Jahres 1900 zugunsten der Briten. Lord Roberts kehrte deshalb nach England zurück, und Kitchener übernahm im November 1900 den Oberbefehl. Als die Buren zu einem Guerillakrieg übergingen, reagierte Kitchener mit einer Taktik der verbrannten Erde: Die Farmen in den Guerillagebieten wurden zerstört und die Ernten vernichtet. Die Bewohner der Farmen, vor allem Frauen und Kinder, wurden in „Konzentrationslagern“ (ein hier von Kitchener eingeführter Begriff) interniert. Davon starben über 26.000 aufgrund katastrophaler Lebensbedingungen an Hunger und Krankheiten. Kitchener schränkte die Bewegungsfreiheit der Buren durch ein Blockhaussystem ein. Dazu legte er zunächst eine Kette von Blockhäusern zum Schutz der Bahnlinien an. Von dort aus dehnte er das System immer weiter aus, bis am Ende ein Netz solcher Blockhäuser mit kleinen Garnisonen das ganze Land bedeckte und die Bewegung der burischen Guerilla behinderte. Durch seine radikale Kriegsführung konnte er 1902 den Sieg über die Buren erringen. Nach dem Frieden von Vereeniging wurde er am 10. Juni 1902 zum General befördert und am 11. Juli 1902 zum Viscount Kitchener of Khartoum and of the Vaal in the Colony of Transvaal and of Aspall in the County of Suffolk erhoben.

### Indien und Ägypten
Von 1902 bis 1909 war Kitchener Oberbefehlshaber der Britisch-Indischen Armee. Gleich zu Beginn seines Dienstes dort hatte er eine Kontroverse mit Lord Curzon, dem damaligen Vizekönig von Indien, über die Befugnisse seines Kommandos. Curzon war der Meinung, dass der Oberbefehlshaber dem Militärberater des Vizekönigs unterstellt sein solle, was Kitchener ablehnte. Curzon bat deshalb den britischen Premierminister Arthur Balfour, sich zwischen ihm und Kitchener zu entscheiden. Balfour entschied sich für Kitchener und Curzon trat vom Amt des Vizekönigs zurück.
Nachdem Kitchener die Kompetenzen des Oberbefehlshabers in Indien geklärt hatte, reorganisierte er die Truppen dort grundlegend. Die ursprünglich drei Armeen der Präsidentschaften (Bengal Army, Madras Army und Bombay Army) wurden zu einer Armee, der Army of India vereinigt. In dieser dienten einheimische Soldaten mit überwiegend britischen Offizieren (Indian Army) und Truppen der British Army, die für einen bestimmten Zeitraum nach Indien kommandiert waren (British Army in India) in einer gemeinsamen Kommandostruktur. Das System der Mobilisierung und die Ausrüstung der Truppen wurden verbessert.
Nach seinem Abschied aus Indien wurde Kitchener Oberbefehlshaber im Mittelmeerraum und unternahm eine siebenmonatige Weltreise. In der Mandschurei besichtigte er die Schlachtfelder des Russisch-Japanischen Krieges. Er reiste nach Japan, Korea, Australien und in die Vereinigten Staaten. In Japan hatte Kitchener eine Audienz bei Kaiser Meiji und nahm auch an der Beerdigung von Prinz Itō Hirobumi teil. Im Februar und März 1910 besuchte Kitchener Neuseeland. Als Ergebnis seines Besuches wurden in Neuseeland das New Zealand Staff Corps, ein Korps professioneller Stabsoffiziere, und die Territorial Force, als Ersatz der bisherigen Volunteer Force, eingerichtet.
Am 28. April 1910 wurde Kitchener von Eduard VII. zum Field Marshal ernannt. Ein Aufstieg zum Vizekönig von Indien misslang. Gründe dafür waren sein schlechtes Verhältnis zu Curzon – aus der Kontroverse um die Position des Oberbefehlshabers – und Staatssekretär John Morley, der einen starken Vizekönig fürchtete. Stattdessen wurde er 1911 bis 1914 Generalkonsul von Ägypten und Sudan. Am 27. Juli 1914 wurden ihm die Adelstitel Earl Kitchener of Khartoum and of Broome, Viscount Broome, of Broome in the County of Kent und Baron Denton, of Denton in the County of Kent verliehen.

### Kriegsminister im Ersten Weltkrieg
Einen Tag nach dem Eintritt Großbritanniens in den Ersten Weltkrieg wurde Kitchener von Premierminister Asquith am 5. August 1914 zum Kriegsminister des britischen Königreichs ernannt, was er bis zu seinem Tod 1916 blieb.
Kitchener sagte als einer der ersten in der britischen Führung einen mehrjährigen Krieg voraus und richtete seine Politik von Anfang an darauf aus. So stellte er binnen kurzer Zeit 70 neue Heeresdivisionen, bekannt als „Kitcheners Armee“, auf. Besonders erfolgreich war seine Kampagne zur Rekrutierung von Millionen Freiwilligen für den Einsatz in Frankreich. Aus dieser Zeit stammt auch das bekannte Plakat „Lord Kitchener Wants You“, das ihn direkt auf den Betrachter weisend zeigt, verbunden mit dem Aufruf zur Erfüllung der „vaterländischen Pflicht“. Dieses Plakat wurde später häufig kopiert, z. B. in den USA (Uncle Sam).
Sein Vorschlag einer Anlandung von Truppen bei Alexandretta in der Südtürkei zur Entlastung der Westfront wurde zugunsten der Landung bei Gallipoli verworfen. Diese scheiterte dann allerdings unter großen Verlusten. 1916 wurde bekannt, dass Kitchener frühzeitig auf eigene Faust große Mengen an Ausrüstung in den Vereinigten Staaten bestellt hatte. Im gleichen Jahr setzte er die Einführung der Wehrpflicht in Großbritannien durch.
Kitchener wurde 1914 zum Lord Rector der Universität Edinburgh gewählt.

### Kitcheners Tod
Am 5. Juni 1916 begab sich Kitchener an Bord des Panzerkreuzers HMS Hampshire auf eine diplomatische Mission nach Russland. Die HMS Hampshire verließ den Hauptstützpunkt der britischen Flotte Scapa Flow durch den Hoy Sound in Richtung Archangelsk. Wenig später lief sie jedoch westlich von Orkney auf eine Mine, die vermutlich am 23. Mai vom deutschen U-Boot U 75 unter Kurt Beitzen gelegt worden war, und sank binnen 15 Minuten. Von der 655 Mann starken Besatzung überlebten lediglich 12 den Untergang des Schiffes. Unter den Getöteten befand sich neben dem 65-jährigen Kitchener auch ein großer Teil seines militärischen Stabs.
Der vorübergehende Nachfolger Kitcheners als Kriegsminister wurde der noch im selben Jahr zum Premierminister aufgestiegene David Lloyd George.
Nach seinem Tod wurden die kanadische Stadt Kitchener (vorher Berlin) und der Berg Mount Kitchener in den Rocky Mountains nach ihm benannt. An der Westküste von Orkney-Mainland erinnert ein (unzugänglicher) Turm an Kitchener und den Untergang der Hampshire.

### Verschwörungstheorien
Zum Untergang der HMS Hampshire gibt es eine Reihe Verschwörungstheorien, unter anderem die Idee, dass das Schiff nicht durch eine Mine, sondern durch eine Bombe irischer Nationalisten zerstört worden sei oder auch der eigene Geheimdienst daran beteiligt war. Durch Lord Alfred Douglas wurde konstruiert, dass Winston Churchill verantwortlich für den Tod Kitcheners sei. Es gab viele Ungereimtheiten bezüglich der Ereignisse vor und während des Aufenthaltes Kitcheners an Bord der HMS Hampshire. Auch vom Verschwinden der überlebenden Seeleute und den Einschüchterungen der Bewohner der nahegelegenen Insel (Augenzeugenbericht) durch den britischen Geheimdienst wird berichtet.
Laut eigener späterer Darstellung war der burische Veteran des Zweiten Burenkrieges Fritz Joubert Duquesne verantwortlich für den Untergang der HMS Hampshire. Dafür soll er von den Deutschen das Eiserne Kreuz erhalten haben, da Duquesne zu dieser Zeit ein deutscher Spion war. Duquesne behauptete, unter der falschen Identität eines russischen Adligen in Schottland dem Schiff zugestiegen zu sein und einem wartenden deutschen U-Boot ein Signal gegeben zu haben, das daraufhin die Hampshire torpediert habe. Er selbst habe sich auf ein Rettungsboot gerettet und sei dann von dem U-Boot aufgenommen worden.

## Kitcheners Kriegführung, ihre Nachwirkung
Kitcheners Methoden der Kriegführung waren umstritten. So wendete Kitchener zur Niederschlagung seiner Gegner oft sehr brutale Methoden an. Kitchener ließ die Leiche des Mahdi, unter anderem zur Vermeidung einer künftigen Mystifizierung, schänden. Eine derartige Schändung als Siegessymbol, analog zur Enthauptung von Gordon Pascha oder Kaiser Yohannes IV. durch die Mahdisten, war im Sudan damals durchaus üblich. Auch seine Methoden im Burenkrieg werden kritisiert. So ließ er Konzentrationslager errichten, in denen Frauen und Kinder der Burensoldaten unter extrem harten Bedingungen gefangen gehalten wurden.
Kitchener war der erste britische General, der die Möglichkeiten des industriellen Zeitalters (Massenmobilisierung, Infrastruktur, umfangreiche Kriegstechnik) einsetzte. Sein Ziel war dabei nie der reine Sieg, sondern die endgültige Unterwerfung des Feindes. Den entscheidenden letzten Schritt dazu vollzog er im Zweiten Burenkrieg, als er dem Gegner seine Ressourcen entzog.

## Auszeichnungen, Ehrungen, Mitgliedschaften
- Knight Companion des Hosenbandordens (1915)
- Knight Companion des Order of Saint Patrick (1911)
- Knight Grand Cross des Order of the Bath (1898) (Knight Commander, 1896; Companion, 1889)
- Order of Merit (1902)
- Knight Grand Commander des Order of the Star of India (1909)
- Knight Grand Cross des Order of St. Michael and St. George (1900) (Knight Commander, 1894; Companion, 1886)
- Knight Grand Commander des Order of the Indian Empire (1908)
- Mitglied des Privy Council (1914)
- Osmanje-Orden erster Klasse (1896) (zweiter Klasse, 1894; dritter Klasse, 1885)
- Mecidiye-Orden erster Klasse (1893) (zweiter Klasse, 1888)
- Orden des Karađorđe-Sterns mit Schwertern (1918)
- Khediven-Stern

## Zeittafel
- 24. Juni 1850 Geburt in Kerry, Irland
- 1874–1878 Vermessung Palästinas
- 1892 Ernennung zum Sirdar (Oberbefehlshaber der ägyptischen Armee)
- 1896–1899 Sudanfeldzug - Niederschlagung des Mahdi-Aufstandes
- 1898 Verhandlungsführung in der Faschoda-Krise
- 1899 Generalstabschef im Burenkrieg
- 1900–1902 Oberbefehlshaber im Burenkrieg
- 1902–1909 Oberbefehlshaber der britischen Streitkräfte in Indien
- 1910 Feldmarschall
- 1911–1914 Vizekönig von Ägypten und Sudan
- 1914–1916 Kriegsminister des britischen Königreichs
- 5. Juni 1916 Tod beim Untergang der HMS Hampshire westlich der Orkneyinseln

## Schriften
- mit Claude Reignier Conder: The Survey of Western Palestine. Memoirs of the Topography, Orography, Hydrography, and Archaeology. Band 1: Galilee. Committee of the Palestine exploration fund, London 1881 (Textarchiv – Internet Archive).
- mit Claude Reignier Conder: The Survey of Western Palestine. Memoirs of the Topography, Orography, Hydrography, and Archaeology. Band 2: Samaria. Committee of the Palestine exploration fund, London 1882 (Textarchiv – Internet Archive).
- mit Claude Reignier Conder: The Survey of Western Palestine. Memoirs of the Topography, Orography, Hydrography, and Archaeology. Band 3: Judaea. Committee of the Palestine exploration fund, London 1883 (Textarchiv – Internet Archive).